# Líbia nos Jogos Olímpicos de Verão de 2024
Líbia participou dos Jogos Olímpicos de Verão de 2024, realizados em Paris, na França. Foi a 13.ª aparição do país nos Jogos Olímpicos de Verão desde a estreia em Tóquio 1964.
Foi representado por seis atletas que competiram em cinco esportes, mas nenhum conquistou medalhas.

## Competidores
Esta foi a participação por modalidade nesta edição:
| Esporte        | Masculino | Feminino | Total |
| -------------- | --------- | -------- | ----- |
| Atletismo      | 1         | 0        | 1     |
| Halterofilismo | 1         | 0        | 1     |
| Natação        | 1         | 1        | 2     |
| Remo           | 1         | 0        | 1     |
| Tiro           | 1         | 0        | 1     |
| Total          | 5         | 1        | 6     |

## Desempenho

### Atletismo
Masculino
Eventos de pista
| Atleta        | Evento | Preliminar | Preliminar | Baterias    | Baterias    | Semifinal   | Semifinal   | Final       | Final       | Ref.  |
| Atleta        | Evento | Tempo      | Pos.       | Tempo       | Pos.        | Tempo       | Pos.        | Tempo       | Pos.        | Ref.  |
| ------------- | ------ | ---------- | ---------- | ----------- | ----------- | ----------- | ----------- | ----------- | ----------- | ----- |
| Ahmed Essabai | 100 m  | 11.89      | 8          | Não avançou | Não avançou | Não avançou | Não avançou | Não avançou | Não avançou | [ 5 ] |

### Halterofilismo
Masculino
| Atleta         | Evento     | Arranco | Arranco | Arremesso | Arremesso | Total | Pos. | Ref.  |
| Atleta         | Evento     | Result. | Pos.    | Result.   | Pos.      | Total | Pos. | Ref.  |
| -------------- | ---------- | ------- | ------- | --------- | --------- | ----- | ---- | ----- |
| Ahmed Abuzriba | Até 102 kg | 164     | 11      | —         | —         | —     | DNF  | [ 6 ] |

### Natação
Masculino
| Atleta          | Evento      | Eliminatórias | Eliminatórias | Semifinal   | Semifinal   | Final       | Final       | Ref.  |
| Atleta          | Evento      | Tempo         | Pos.          | Tempo       | Pos.        | Tempo       | Pos.        | Ref.  |
| --------------- | ----------- | ------------- | ------------- | ----------- | ----------- | ----------- | ----------- | ----- |
| Yousef Abubaker | 100 m livre | 56.19         | 75            | Não avançou | Não avançou | Não avançou | Não avançou | [ 7 ] |

Feminino
| Atleta         | Evento       | Eliminatórias | Eliminatórias | Semifinal   | Semifinal   | Final       | Final       | Ref.  |
| Atleta         | Evento       | Tempo         | Pos.          | Tempo       | Pos.        | Tempo       | Pos.        | Ref.  |
| -------------- | ------------ | ------------- | ------------- | ----------- | ----------- | ----------- | ----------- | ----- |
| Mek Al-Mukhtar | 100 m costas | 1:10.99       | 36            | Não avançou | Não avançou | Não avançou | Não avançou | [ 8 ] |

### Remo
Masculino
| Atleta         | Evento        | Baterias | Baterias | Repescagem | Repescagem | Quartas | Quartas | Semifinais | Semifinais | Final   | Final | Ref.                       |
| Atleta         | Evento        | Tempo    | Pos.     | Tempo      | Pos.       | Tempo   | Pos.    | Tempo      | Pos.       | Tempo   | Pos.  | Ref.                       |
| -------------- | ------------- | -------- | -------- | ---------- | ---------- | ------- | ------- | ---------- | ---------- | ------- | ----- | -------------------------- |
| Mohamed Bukrah | Skiff simples | 7:37.75  | 5 R      | 7:45.55    | 5 SE/F     | Bye     | Bye     | 8:00.42    | 4 FF       | 7:28.90 | 31    | [ 9 ] [ 10 ] [ 11 ] [ 12 ] |

Legenda: FA = Final A (disputa de medalha); FB = Final B (sem disputa de medalha); FC = Final C (sem disputa de medalha); FD = Final D (sem disputa de medalha); FE = Final E (sem disputa de medalha); FF = Final F (sem disputa de medalha); SA/B = Semifinais A/B; SC/D = Semifinais C/D; SE/F = Semifinais E/F; QF = Quartas; R = Repescagem

### Tiro
Masculino
| Atleta              | Evento             | Qualificação | Qualificação | Final       | Final       | Ref.   |
| Atleta              | Evento             | Marca        | Pos.         | Marca       | Pos.        | Ref.   |
| ------------------- | ------------------ | ------------ | ------------ | ----------- | ----------- | ------ |
| Mohammed Bin Dallah | Pistola de ar 10 m | 555          | 32           | Não avançou | Não avançou | [ 13 ] |